# Región Administrativa Especial de Gelephu
La Región Administrativa Especial de Gelephu (GeSAR ), también conocida como Ciudad de Conciencia Plena de Gelephu, es una región administrativa especial planificada y un centro económico en Gelephu, Bután, que cubre un área de un mil kilómetros cuadrados.  También servirá como conexión entre el sur de Asia y el Sudeste Asiático.